# Povilas Malakauskas
Povilas Malakauskas (* 27. Oktober 1955) ist ein litauischer Politiker.

## Leben
Nach dem Abitur 1973 an der 34. Mittelschule Vilnius absolvierte er 1978 das Diplomstudium der Physik an der Vilniaus universitetas und danach promovierte. Von 1978 bis 1992 arbeitete er als wiss. Mitarbeiter und Gruppenleiter am Institut  für  Halbleiterphysik Litauens. Ab 1992 arbeitete er im Verteidigungsministerium Litauens. 1996 wurde er Vizeminister. 
Von 2004 bis 2007 war er Direktor von Specialiųjų tyrimų tarnyba und von 2007 bis 2009 von Valstybės saugumo departamentas.
Seit 2010 ist er Berater im Polizeidepartement am Innenministerium Litauens.
Povilas Malakauskas ist verheiratet und hat drei Kinder.
Er ist Mitglied der Tėvynės sąjunga - Lietuvos krikščionys demokratai.

## Quelle
1. ↑  Povilas MALAKAUSKAS. Archiviert vom Original; abgerufen am 15. September 2023 (litauisch).

| Personendaten    | Personendaten         |
| ---------------- | --------------------- |
| NAME             | Malakauskas, Povilas  |
| KURZBESCHREIBUNG | litauischer Politiker |
| GEBURTSDATUM     | 27. Oktober 1955      |
| GEBURTSORT       | Litauische SSR        |